# Zipsdorf
Zipsdorf ist ein Wohnplatz im Ortsteil Reetz der Gemeinde Wiesenburg/Mark im Landkreis Potsdam-Mittelmark in Brandenburg. In der Ersterwähnung wurde der Ort als Sieptsdorf, 1592 als Ziebsdorff und 1791 als Sipsdorf verzeichnet.

## Geografie
Der Ort liegt 4 Kilometer südsüdwestlich von Reetz und auf dessen gleichnamiger Gemarkung, 10 Kilometer westlich von Wiesenburg/Mark und 20 Kilometer südsüdwestlich von Bad Belzig. Die Nachbarorte sind Reppinichen im Norden, Reetz im Osten, Medewitz im Südosten, Reuden/Anhalt und Nedlitz im Südwesten sowie Schweinitz und Schweinitzer Hütten im Nordwesten.

## Geschichte

### 16. und 17. Jahrhundert
Die erste schriftliche Erwähnung des mittelalterlichen Dorfes stammt aus dem Jahr 1555 als Sieptsdorf. Bereits vor 1575 wurde Zipsdorf ein Teil der Besitzungen von Brandt von Lindau zu Wiesenburg. Das Dorf muss zwischenzeitlich verlassen worden sein, da im Jahr 1592 von dem Ort überliefert ist, dass er schon lange wüst gefallen war. Dies äußerte sich auch in der Bezeichnung des Dorfes als Ziebsdorff wüste. Zu dieser Zeit bewirtschaftete ein Einwohner 18 ½ Morgen (Mg) Heideland in Ziepsdorf, Reetz und bei der Teerhütte. Ein anderer Einwohner bewirtschafte 1 Hufe 18 Mg Heideland zu Bönsdorf, Kühnow, Zipsdorf und Reetz, während ein anderer Einwohner 3 Hufen Heideland zu Bönsdorf, Kühnow, Zipsdorf und Reetz bewirtschaftete. Ein Einwohner hatte 22 Mg 3 Viertel (Vt) Heideland in Reetz und Zipsdorf, ein anderer 5 Mg Heideland zu Zipsdorf, Kühnow, Reetz und Miltendorf. Ein Einwohner kam auf 1 Hufe 4 Mg 2 ½ Vt Heideland zu Kühnow, Bönsdorf, Zipsdorf und Mahlsdorf sowie ein weiterer Einwohner auf 3 Mg Heideland in Zipsdorf. Der Zehnt fiel in dieser Zeit in den Jahren 1555 und 1575 nach Wiesenburg.

### 18. und 19. Jahrhundert
Ab 1702 gelangte Zipsdorf in den Besitz von Gut Schmerwitz. 1745 wurde eine Teerhütte erwähnt, welche auf der wüsten Feldmark errichtet worden ist und 1777 ein Häusler auf Grund und Boden eines Rittergutes. Bis 1807 gehörte der Ort zum Kurkreis und nach dessen Namensänderung zum Wittenberger Kreis. 1817 kam der 34 Einwohner zählende und damit vorher wieder besiedelte Ort zum Kreis Zauch-Belzig. 1837 befanden sich hier ein Vorwerk mit 6 Wohnhäusern und 34 Einwohnern. 1858 war Zipsdorf 8024 Morgen groß, davon 4 Morgen Gehöfte 20 Morgen Acker und 8000 Morgen Wald. Es verfügte neben dem Vorwerk über ein Forsthaus. Insgesamt waren es zu dieser Zeit 7 Wohn- und 11 Wirtschaftsgebäude sowie 51 Einwohner. Bis 1871 war die Anzahl der Bewohner auf nur noch 30 Personen gesunken; 1885 waren es nur noch 25. Zum Gutsbezirk gehörte außerdem noch der Wohnplatz Forsthaus Grüne Grund. Zipsdorf bestand im Jahr 1895 aus 14 Wohnhäusern, in denen 72 Personen lebten. Hinzu kamen vier Personen im Forsthaus Reetzerhütten. 

### 20. Jahrhundert
Zur Jahrhundertwende standen im Dorf 17 Häuser. Es bestand 1905 mit den Wohnplätzen Forsthaus Grüne Grund, Chausseehaus und Reudener Winkel. Im Jahr 1929 wurden Teile des Gutsbezirks Schmerwitz nach Reetz eingemeindet. Zipsdorf wurde 1931 ein Wohnplatz von Reetz. Am 25. Juli 1952 wurde Zipsdorf ein Teil des neu geschaffenen Kreises Belzig im Bezirk Potsdam.